# Phaulopsis talbotii
Phaulopsis talbotii är en akantusväxtart som beskrevs av Spencer Le Marchant Moore. Phaulopsis talbotii ingår i släktet Phaulopsis och familjen akantusväxter. Inga underarter finns listade i Catalogue of Life.